# Spionidae
Spionidae ist der Name einer Familie kleiner bis mittelgroßer, als Filtrierer lebender Vielborster (Polychaeta), deren über 100 Arten in Meeren weltweit zu finden sind.

## Merkmale
Die Vielborster der Familie Spionidae haben oft ein gerundetes und abgeschnittenes Prostomium, doch kann dieses auch zugespitzt sein oder ein Paar seitliche Hörner haben. Nach hinten ist es auffällig verlängert und trägt ein Paar wulstförmige (karunkelartige) Nuchalorgane. Die Tiere haben 2 bis 6 Augen. Eine mittlere Antenne kann vorhanden sein oder auch fehlen. Am Peristomium sitzen stets zwei lange und hoch bewegliche Palpen mit einer Längsrinne, die der Ernährung dienen. Außer am ersten Segment, wo Notopodien bei manchen Arten fehlen können, sind die Parapodien sind gegabelt mit typisch blattförmigen Notopodien und Neuropodien. Während dorsale und ventrale Cirren stets fehlen, sind Kiemen oft vorhanden, und zwar entweder nur an den ersten wenigen oder aber an den meisten Segmenten. Die Kiemen sitzen am Rücken neben den Lappen der Notopodien, mit denen sie teilweise oder ganz verwachsen sein können. Sie sind meist mehr oder weniger abgeflacht, können einfach und seitlich bewimpert sein oder auch Federn oder Lamellen tragen. Am Pygidium können zwei längliche Analcirren oder zahlreiche kleinere Cirren oder Lappen sitzen. Während Aciculae und zusammengesetzten Borsten fehlen, sind die Borsten an den Notopodien und Neuropodien einfache glatte oder gerandete Haarborsten oder einfache Haken mit Apikalzähnen, bisweilen ummantelt, oder auch Widerhaken oder veränderte Stacheln. Bei vielen Spionidae sind sich alle Segmente ähnlich, doch ist bei Polydora und einigen nahestehenden Gattungen das 5. Segment modifiziert und trägt verschiedene andere Borstentypen, darunter auch einfache Stacheln.

## Verbreitung, Lebensraum, Lebensweise
Die Spionidae sind in Meeren weltweit verbreitet und finden sich in den unterschiedlichsten marinen, benthischen Lebensräumen. Vertreter insbesondere der Gattungen Polydora und Boccardia vermögen sich in harten Kalkstein zu bohren und können deshalb Muschelbänke und Korallenstöcke ernsthaft schädigen. Andere Arten leben in Sedimentböden oder Schlamm und können in hoher Individuenzahl auftreten. Der sandbewohnende Spiophanes bombyx ist Kosmopolit und im östlichen Teil der Deutschen Bucht mit 28 % aller Vielborster-Individuen deren häufigste Art.
Die Spionidae leben vor allem an der Oberfläche der Sedimentböden als Filtrierer oder Substratfresser, wo sie mit ihren beiden Palpen Nahrungspartikel aufnehmen und über die Wimperrinnen zum Mund transportieren.

## Entwicklungszyklus
Die Spionidae können hinsichtlich der Art der Befruchtung in zwei Gruppen unterteilt werden: In den Gattungen Aonides, Laonice, Prionospio, Spiophanes, Scolelepis und Malacoceros werden die Gameten ins freie Meerwasser gelassen, wo die Befruchtung stattfindet. Bei Spio, Microspio, Polydora und den mit letzterer verwandten Gattungen kopulieren Männchen und Weibchen, so dass eine innere Befruchtung erfolgt; bei vielen Arten in dieser Gruppe entwickeln sich die Larven anfangs in Eikapseln, ehe sie zum Leben als frei schwimmende Larven übergehen. Die Form der Eikapseln und der Larven unterscheidet sich je nach Art; neben einer Ernährung über Dotter gibt es auch Arten mit Nähreiern in den Kapseln. Gegen Ende der frei schwimmenden Phase sinkt die Larve auf den Boden und metamorphosiert zu einem kriechenden Wurm. Bei der brütenden Art Streblospio benedicti kommen zwei Fortpflanzungsstrategien mit dotterarmen Eiern und planktonfressenden Larven einerseits und dotterreichen Eiern andererseits vor.
Von manchen Arten der Spionidae ist bekannt, dass sie sich auch ungeschlechtlich durch Autotomie vermehren, darunter Pygospio elegans.

## Systematik

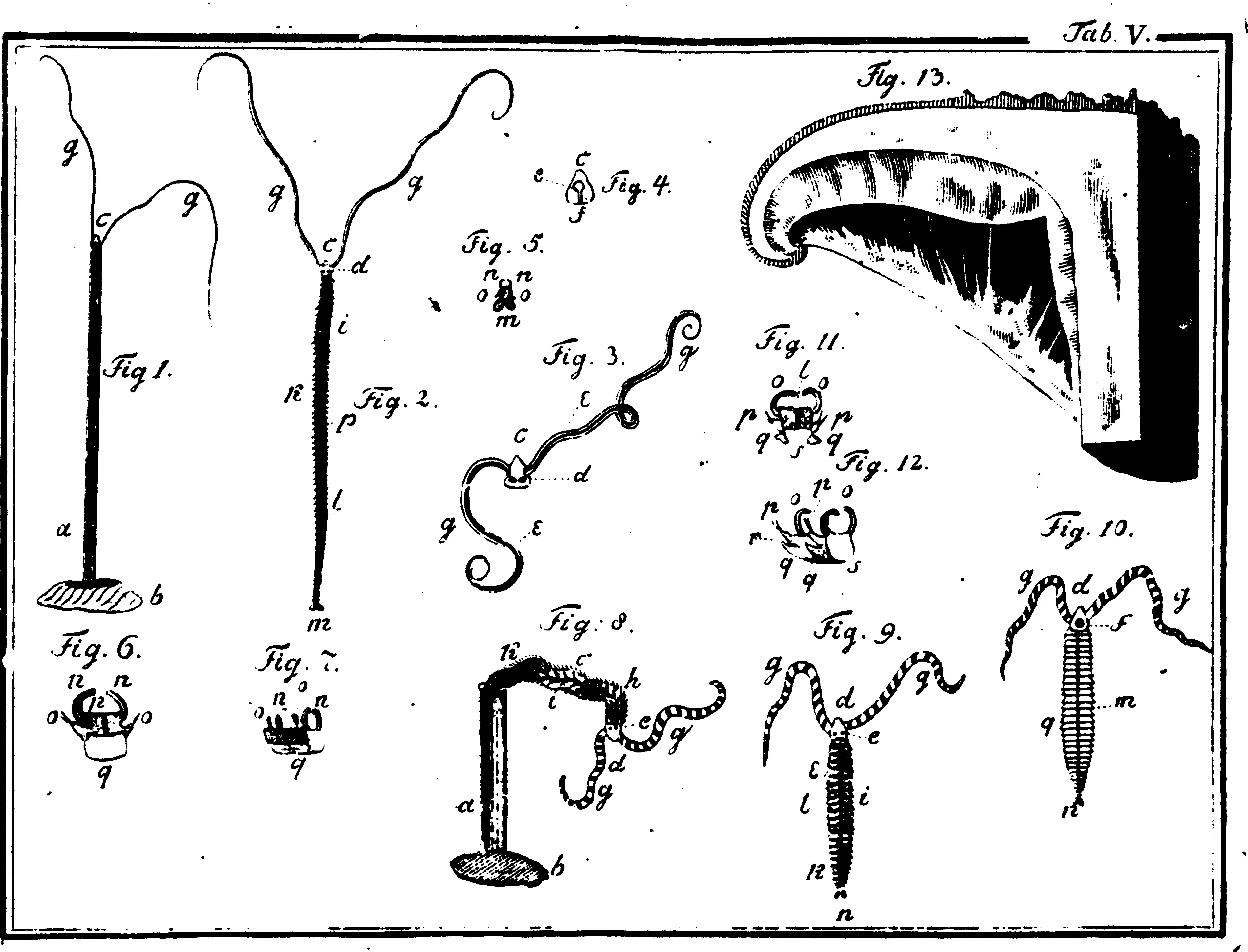
Spio seticornis (Fig. 1–7) und Spio filicornis (Fig. 8–12). Otto Fabricius (1785): Von dem Spio-Geschlecht, einem neuen Wurmgeschlecht.

Als erste Art wurde Spio seticornis 1767 von Carl von Linné als Nereis seticornis beschrieben, und 1776 folgte die Beschreibung der später als Typusart bestimmten Spio filicornis durch Otto Friedrich Müller unter dem Namen Nereis filicornis. Der dänische Geistliche Otto Fabricius, Autor der Fauna Groenlandica (nicht zu verwechseln mit seinem Zeitgenossen, dem Zoologen Johann Christian Fabricius), erkannte die Besonderheiten dieser Ringelwürmer und stellte die Gattung Spio mit den beiden Arten Spio seticornis und Spio filicornis auf. Adolph Eduard Grube beschrieb 1850 die Familie Spiodea als „Aricieen mit 2 langen Fühlercirren“.
Zur Familie Spionidae gehören etwa 38 Gattungen mit rund 115 beschriebenen Arten:
- Amphipolydora Blake, 1983
- Aonidella López-Jamar, 1989
- Aonides Claparède, 1864
- Atherospio Mackie & Duff, 1986
- Aurospio Maciolek, 1981
- Australospio Blake & Kudenov, 1978
- Boccardia Carazzi, 1893
- Boccardiella Blake & Kudenov, 1978
- Carazziella Blake & Kudenov, 1978
- Dipolydora Verrill, 1881
- Dispio Hartman, 1951
- Glandulospio Meißner, Bick, Guggolz & Götting, 2014
- Glyphochaeta Bick, 2005
- Laonice Malmgren, 1867
- Laubieriellus Maciolek, 1981
- Lindaspio Blake & Maciolek, 1992
- Malacoceros Quatrefages, 1843
- Marenzelleria Mesnil, 1896
- Microspio Mesnil, 1896
- Orthoprionospio Blake & Kudenov, 1978
- Paraprionospio Caullery, 1914
- Polydora Bosc, 1802
- Polydorella Augener, 1914
- Prionospio Malmgren, 1867
- Pseudopolydora Czerniavsky, 1881
- Pygophyllum Schmarda, 1861
- Pygospio Claparède, 1863
- Pygospiopsis Blake, 1983
- Rhynchospio Hartman, 1936
- Scolecolepides Ehlers, 1907
- Scolelepis Blainville, 1828
- Spio Fabricius, 1785
- Spiogalea Aguirrezabalaga & Ceberio, 2005
- Spiophanella Fauchald & Hancock, 1981
- Spiophanes Grube, 1860
- Streblospio Webster, 1879
- Tripolydora Woodwick, 1964
- Xandaros Maciolek, 1981

## Etymologie
Der Name der Familie ist vom Gattungsnamen Spio abgeleitet, welcher von Speio, einer Meeresnymphe (Nereide) der griechischen Mythologie kommt, in Analogie zur Familie Nereiden.